# Finlandia continentale

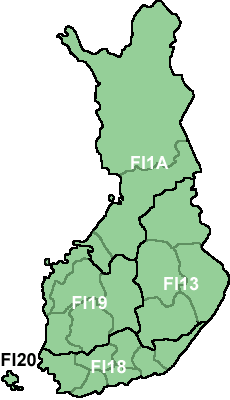
Secondo la classificazione NUTS, la Finlandia continentale (FI1) è costituita dalle subregioni FI1A, FI19, FI13 e FI18.

Con il termine Finlandia continentale (in finlandese: Manner-Suomi) si intende la regione geografica costituita dalla repubblica finlandese con l'eccezione dell'arcipelago delle isole Åland.
Tale classificazione non caratterizza una regione ufficiale della Finlandia, ma è usata come primo livello di suddivisione regionale della Finlandia nell'ambito della nomenclatura delle unità territoriali statistiche, secondo la quale la Finlandia è classificata come NUTS:FI.
In tale ambito, la Finlandia continentale è caratterizzata dall'identificativo FI1.